# Durga Nagar Part-V
Durga Nagar Part-V é uma vila no distrito de Cachar, no estado indiano de Assam.

## Demografia
Segundo o censo de 2001, Durga Nagar Part-V tinha uma população de 7425 habitantes. Os indivíduos do sexo masculino constituem 50% da população e os do sexo feminino 50%. Durga Nagar Part-V tem uma taxa de literacia de 80%, superior à média nacional de 59,5%: a literacia no sexo masculino é de 82% e no sexo feminino é de 78%. Em Durga Nagar Part-V, 11% da população está abaixo dos 6 anos de idade.